# Renault Laguna
Der Renault Laguna ist ein der Mittelklasse zugeordnetes Fahrzeug des Automobilherstellers Renault. Er löste den seit Frühjahr 1986 gebauten Renault 21 ab.
Der erste Laguna wurde ab Januar 1994 vermarktet. Zunächst kam nur die Schräghecklimousine auf den Markt, während der Kombi erst im Herbst 1995 folgte.
Die zwischen Frühjahr 2001 und Spätsommer 2007 gebaute zweite Generation war das erste Auto, das die bestmögliche Bewertung von fünf Sternen im Euro-NCAP-Crashtest erhielt. Im Herbst 2007 wurde die dritte Auflage eingeführt.
Hergestellt wurde der Laguna im Renault Werk Sandouville nahe Le Havre in der französischen Normandie.
Im Sommer 2015 endete die Produktion des Laguna nach 22 Jahren. Er wurde ab Herbst 2015 durch den Talisman abgelöst.

## Die Baureihen im Überblick

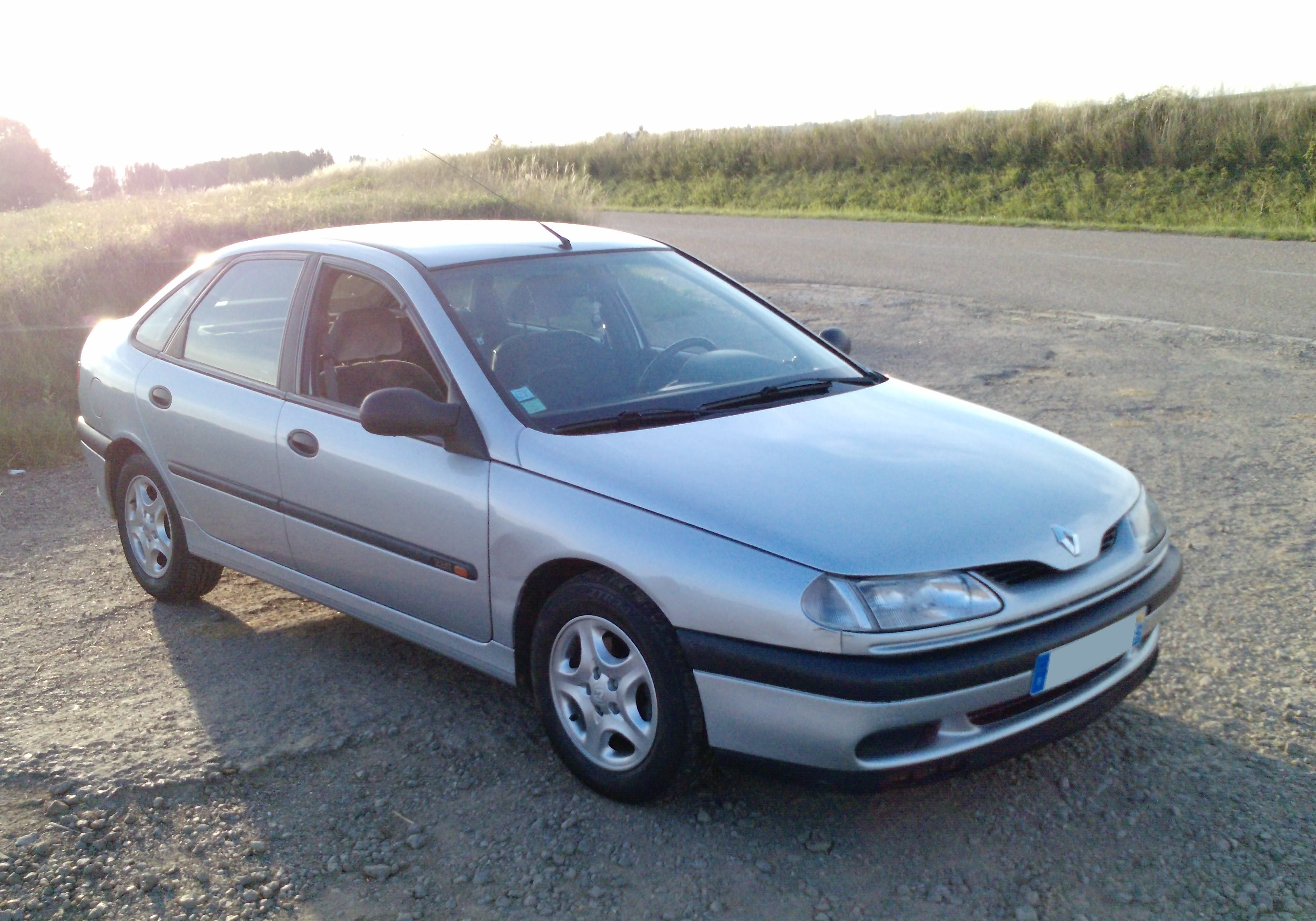
Renault Laguna I 1994 bis 2001
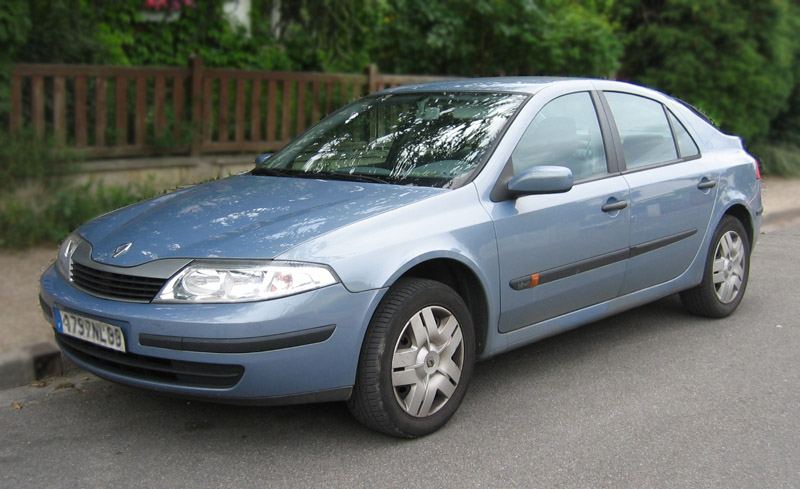
Renault Laguna II 2001 bis 2007
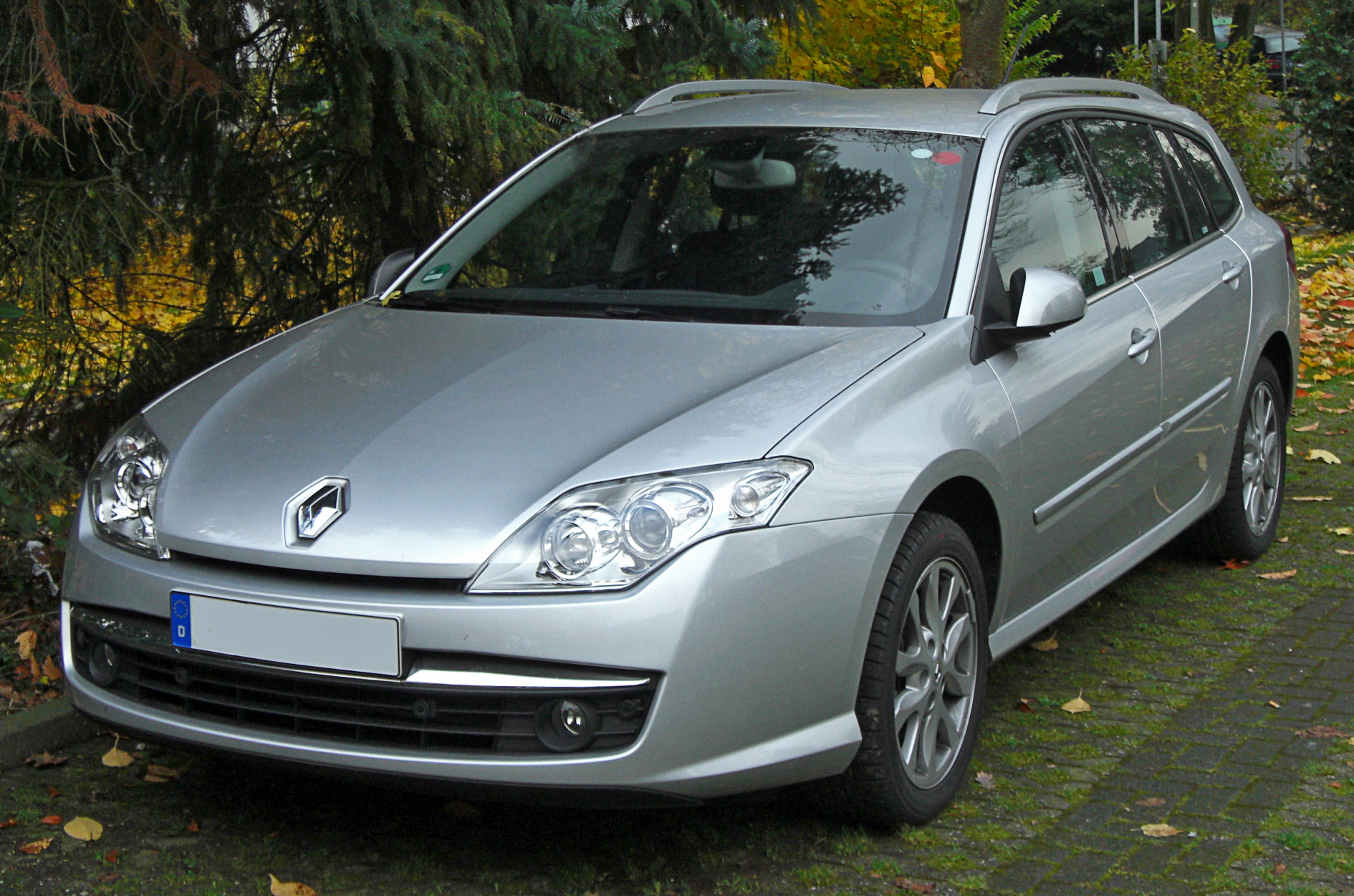
Renault Laguna III 2007 bis 2015